# Agustín Herrera (militar)
Agustín Herrera fue un militar argentino que luchó contra las Invasiones Inglesas al Río de la Plata y en la Guerra de Independencia de la Argentina, desempeñando posteriormente funciones administrativas en la policía de la provincia de Buenos Aires.

## Biografía
Agustín Herrera San Martín nació en la Ciudad de Buenos Aires el 5 de mayo de 1787, hijo de Francisco de Herrera Morales y Gerónima San Martín Ceballos, hija del maestre de campo Juan Ignacio de San Martín Avellaneda (1721 - 1778) y de Bernarda de Ceballos Pastor.
Huérfano de padre, entre 1801 y 1803 cursó estudios en la Escuela de Náutica del Real Consulado de Buenos Aires dirigida por Pedro Antonio Cerviño, destacando en el aprendizaje y recibiendo título habilitante para navegar. Ingresó sin embargo como cadete al Regimiento Fijo de Buenos Aires luchando en el combate de Miserere el 2 de julio de 1807 y asistiendo a la posterior lucha en defensa de la ciudad.
Adhirió a la revolución de mayo de 1810 y el 27 de junio de ese año fue nombrado teniente de la 4.º compañía del Regimiento América.
En 1811 fue transferido a la artillería y destinado a comandar las baterías de Rosario, pasó a Punta Gorda y de allí a la ciudad de Santa Fe.
En 1814 regresó a Buenos Aires ascendido a sargento mayor. Luchó en el Combate del Espinillo bajo el mando de Eduardo Kaunitz de Holmberg y participó de la sublevación de Fontezuela de 1815 contra Carlos María de Alvear.
El 2 de septiembre de 1817 fue promovido a teniente coronel graduado. En 1820 el gobernador de Buenos Aires Manuel de Sarratea le concedió licencia con goce de fuero y uso de uniforme debido a su mal estado de salud a resultas de las campañas en que había participado.
Fue uno de los firmantes de la intimación enviada por Miguel Estanislao Soler, acampado con sus tropas en Puente de Márquez, al Cabildo de Buenos Aires el 11 de febrero de 1820.
Finalizada la Anarquía del Año XX, el 15 de noviembre de 1821 fue nombrado por el gobernador Martín Rodríguez Comisario 1.º de Policía de la Capital con un sueldo de 800 pesos anuales, funciones que ejerció hasta el 16 de octubre de 1825. En ese mandato, el 2 de agosto de 1823 el Camarista Miguel Mariano de Villegas le formó causa junto al comisario Ochoa "por el déficit que resulta en la cuenta que estos pasaron de la rifa jugada en las fiestas Mayas y ordenando al mismo tiempo se suspenda el abono de sus sueldos".
Fue también el responsable de instalar los Corrales de Abasto en la provincia llegando a habilitar bajo su administración en diciembre de 1822 el de Quilmes (Buenos Aires).
Ante la inminencia del estallido de la guerra del Brasil, el gobernador Juan Gregorio de Las Heras lo puso al frente del batallón de artillería del Ejército de Observación concentrado sobre la línea del río Uruguay, permaneciendo hasta el nombramiento del coronel Tomás de Iriarte al frente de la artillería republicana.
En ocasión del golpe de Juan Lavalle del 1 de diciembre de 1828 se encontraba accidentalmente al frente de la policía por delegación del oficial 1.º Bernardo Victorica. Posteriormente fue puesto al frente del Mercado del Oeste hasta el 9 de enero de 1829. El 7 de mayo de ese año fue nombrado primer Comisario Secretario del Jefe de Policía, con un sueldo de 1800 pesos anuales. Al renunciar en agosto el jefe Felipe Gabriel Piedra Cueva quedó brevemente al frente del área hasta su jubilación, el 25 de septiembre de ese año.
Falleció en la ciudad de Buenos Aires el 26 de mayo de 1852. Había casado con Gertrudis Zensano, viuda del coronel Benito Álvarez, muerto en la batalla de Vilcapugio.